# 史蒂芬·馬洛里
史蒂芬·拉塞尔·马洛里（英語：Stephen Russell Mallory，1812年—1873年11月9日），是佛羅里達州民主黨参议院議員，1851年直至美國內戰爆發為止。在此期間大部分時間裡，马洛里擔任海軍事務委員會主席。是海軍快速改革的時代，马洛里堅持認為合眾國海軍的艦艇應該具有與當時世界上最先進的英國和法國海軍一樣的能力。他還起草了一項法案並指導國會通過，規定對不符合職業標準的官員實行強制退休。